# Potala palota
A Potala palota (szanszkrit neve: Buddha hegye) hatalmas épületkomplexum a Kína által megszállt Tibetben , a Lhásza városától nyugatra emelkedő sziklás Vörös-domb tetején, 3630 méteres magasságban áll. A lhászai városközponttól nyugatra helyezkedik el: 13 emeletes építmény, magassága megközelítőleg 118 méter, összterülete 130 ezer négyzetméter, és állítólag pontosan 999 szobából áll. A Potala egykor a tibeti kormány székhelye és az ország vezetőjének, a Buddha reinkarnációjának tartott s ezért istenként tisztelt dalai lámának (az ember, akinek bölcsessége olyan mély mint az óceán) a rezidenciája volt. Az UNESCO 1994-ben a világörökség részének nyilvánította, mivel „egyszerre erőd, templom, kolostor és iskola, a régió politikai és vallási életének epicentruma, a tibeti művészet magas színvonalának csodálatos példája.” E rendkívüli építmény köré az idők során számtalan legenda szövődött, amelyek kialakulásához hozzájárult a palota csodálatos fekvése és elzártsága.
A Himalája gleccserektől csillogó északi lejtőjén fekvő, nehezen megközelíthető Tibet időtlen idők óta a meditáció és az aszkézis földje. A 19. századot megelőzően igen kevés utazó jutott el ide, majd 1904 után lezárták a határokat a külföldi látogatók előtt. 1951-ben, amikor a kommunista Kína fennhatósága alá vonta Tibetet, a korábbi viszonylagos függetlenségért folyó felkelések tovább erősítették elszigeteltségét. A 14. dalai láma, Tendzin Gyaco 1959-ben kényszerűségből elhagyta a Potalát, és az indiai Dharamszalába menekült. A tibeti buddhizmus feje, bár száműzetésben él, az egyik legtiszteltebb politikai vezető volt. 1989-ben Nobel-békedíjat kapott.
A Potala palota ma múzeum és zarándokhely; labirintusszerű helyiségeit, szentélyeit számtalan ajtó, folyosó és lépcső kapcsolja egymáshoz. Termeit és hosszú galériáit a tibeti buddhista művészet ragyogó színekben pompázó faliképei (thangka) és színes selyemhímzései borítják, valamint közel kétszázezer szobor díszíti. „Naponta több ezer turista és zarándok keresi fel a palotát, bejutnia azonban mindennap csak a legszerencsésebb első 1600 nem tibeti turistának, illetve háromezer tibeti zarándoknak sikerülhet. A hatalmas emberáradat ugyanis állítólag már veszélyezteti a műemléket, s ezért a hatóságok korlátozzák a látogatók számát.”

## Története

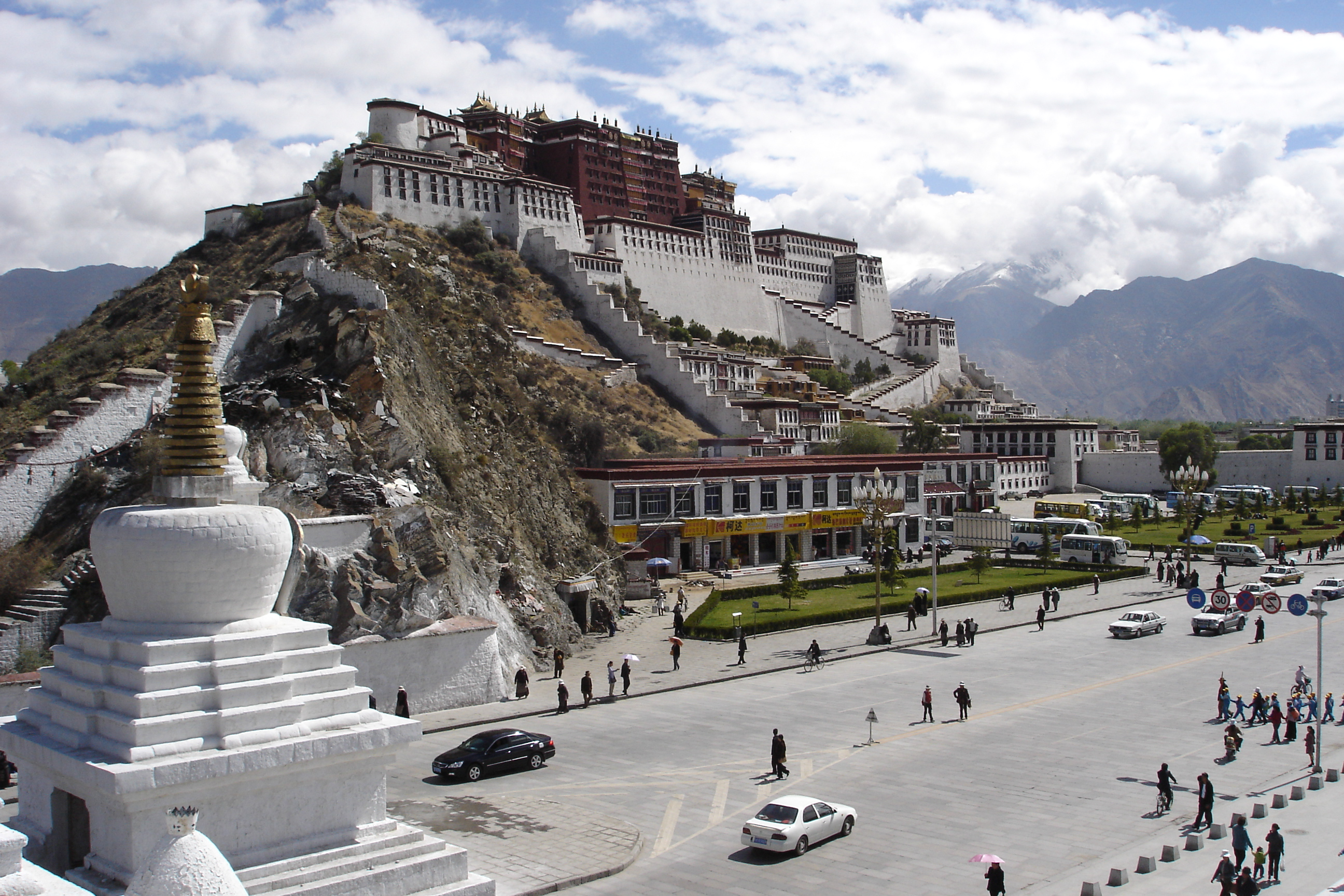
Potala palota

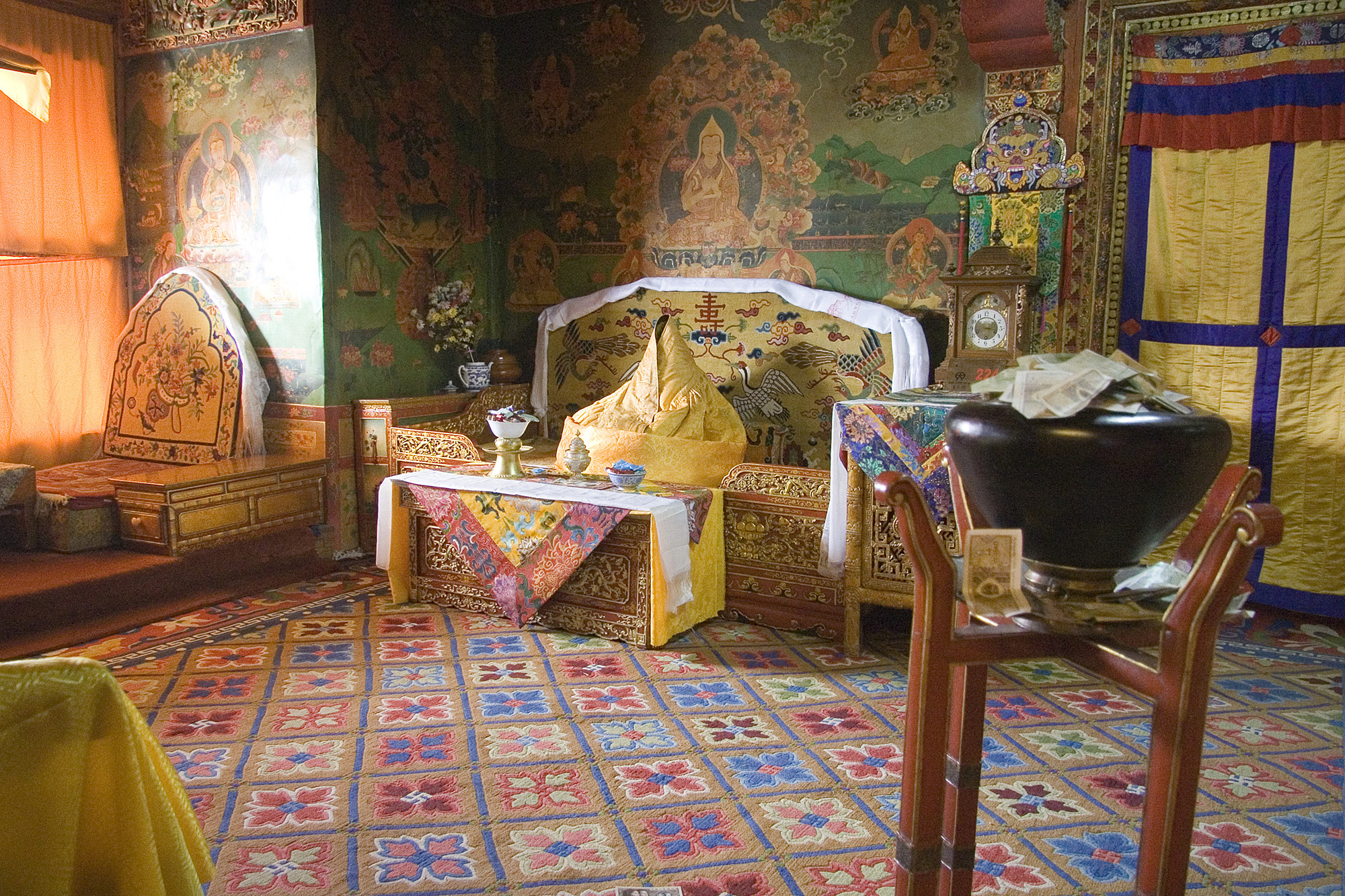
A dalai láma egykori lakosztálya. A képen, a száműzetésben élő 14. dalai láma Tendzin Gyaco trónja. „Az aranyból és jade-ból készült Buddha-szobrok, a szent iratok, értékes dísztárgyak, drapériák eredeti elrendezésükben láthatók.”

A tibeti néphit szerint a Dél-India egyik szent helyéről – Buddha hegye, azaz Potala –  elnevezett palota az istenek műve és csodálatos módon egyetlen éjszaka alatt épült fel.
A palota valódi története a 7. században kezdődött, amikor Tibet harcos királya Szongcen Gampo (i. sz. 613-650 körül) a végtelen kopár fennsíknak ezt a félreeső helyét választotta, hogy felépítse fővárosát. Ő emelte a Vörös-dombon (Marpo-ri) az első palotát 637-ben, a kínai Tang-dinasztiabeli Vencseng hercegnővel kötött házasságkötése idején. A palotát hármas védőfal vette körbe, 999 szobából állt és a dombtetőn egy további magában álló helyiség tartozott hozzá. Halála után az épület vallási központ lett, ahol a szerzetesek nyugodtan meditálhattak és tanulhattak.
Ez a palota a 9. században villámcsapás miatt kigyulladt és szinte teljesen leégett, később a mongolokkal vívott háborúk rongálták. Az első palota ezer helyiségéből csupán kettő, Dharma hercegének barlangja és Avalokitesvara Buddha-szentélye maradt épen. A 14. században a mongol uralkodó Altan kán a gelugpa („sárgasapkás”) szekta vezetőjét a dalai láma címmel ruházta fel, így 1391-től a mindenkori dalai láma lett Tibet politikai és spirituális vezetője. A kormányzat növekvő igényei szerint többször is átépítették a palota épületegyüttesét. Az utolsó átalakítás az 5. dalai láma rendeletére 1645 és 1694 között zajlott, ekkor alakult ki Potala mai arculata. Loszang Gyaco „a dalai lámák közül elsőként ellátogatott a kínai fővárosba 1653-ban. A Csing-dinasztiabeli Sun-cse császártól főnemesi rangot kapott, s hazatérve a Drepung kolostorból a Potalába, pontosabban annak egyik főépületébe, az elsőnek elkészült Fehér palotába helyezte át a székhelyét.” Ekkortól számítva a dalai láma hivatalosan, császári engedéllyel a vallási mellett a közjogi hatalmat is gyakorolta Tibetben. A Potala spirituális központja, az ún. Vörös palota Lodzang Gjaco halála után 12 évvel, 1694-ben készült el.
A Potala-palota mindenekelőtt a dalai lámák székhelye volt, akik mint istenkirályok több mint 500 évig (1391-1950) uralkodtak Tibetben, Avalókitésvara bódhiszattva, a könyörület buddhista megtestesítőjének újjászületett testeként. Tibet kínai megszállásakor (1950), a 14. dalai láma, Tendzin Gyaco mindössze 15 éves volt. 1959-ig korlátozott mértékben gyakorolhatta hatalmát, majd egy sikertelen felkelés után 80 000 hívével együtt Indiába menekült. Dharamszalában megalapította az emigráns kormányt (Őszentsége a Dalai Láma Központi Tibeti Adminisztrációja) és a Namgyal kolostorban rendezte be új rezidenciáját.

## A palota

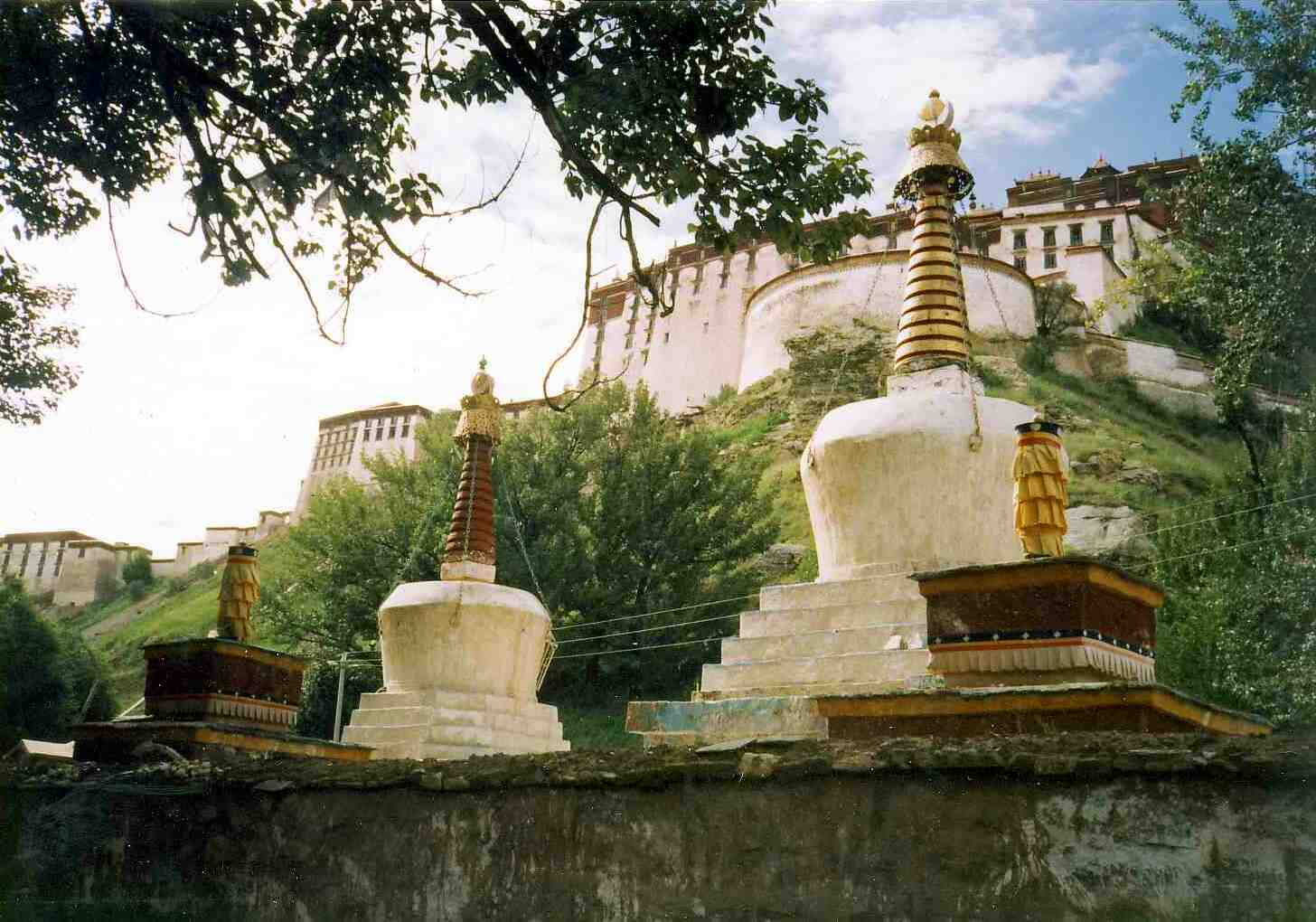
Sztúpák a palota előtt

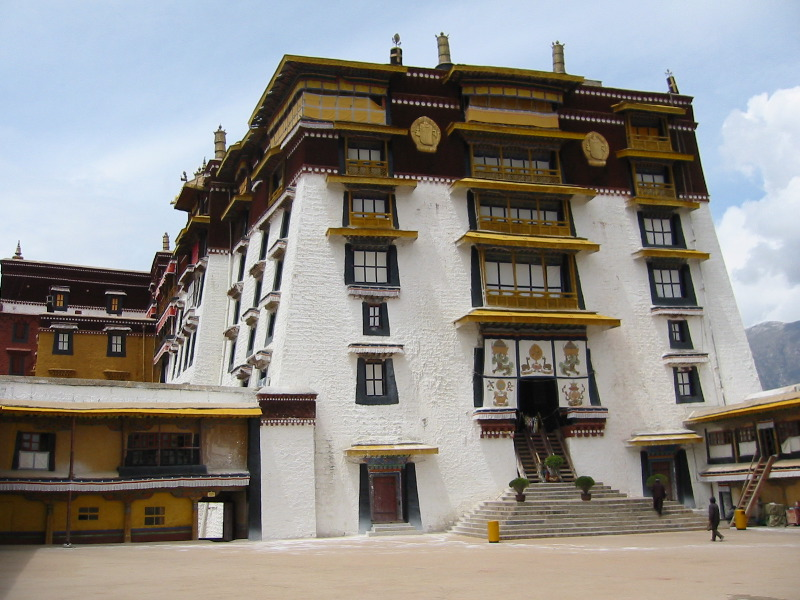
A Fehér palota

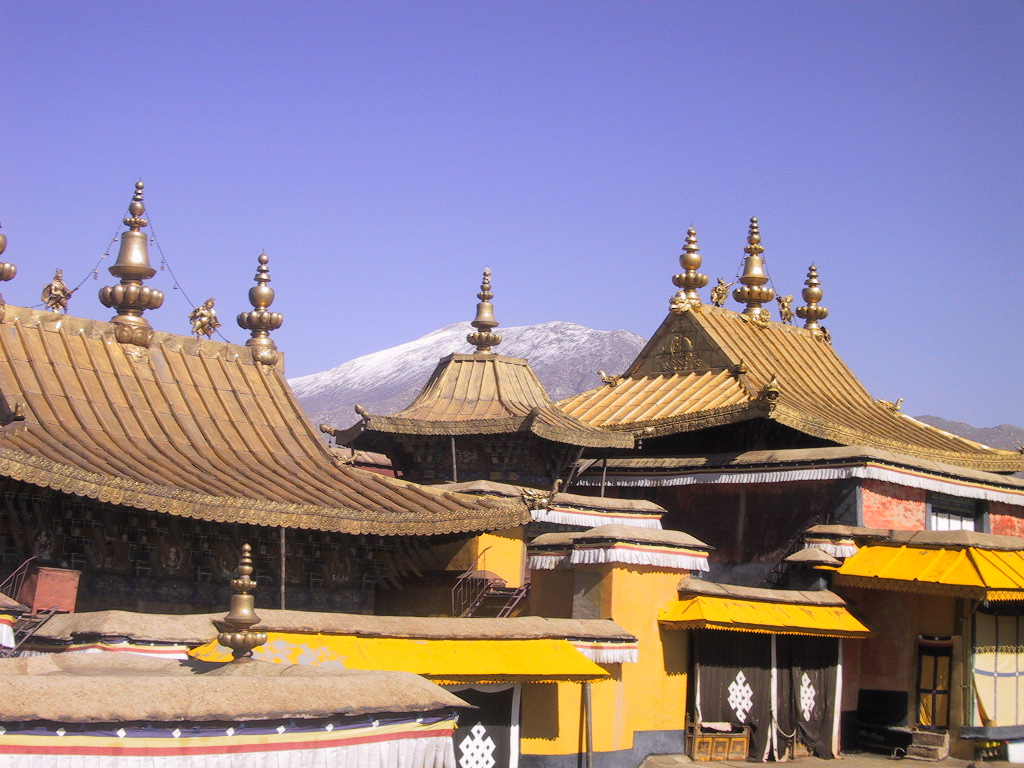
Az „szikrázó” aranytetők

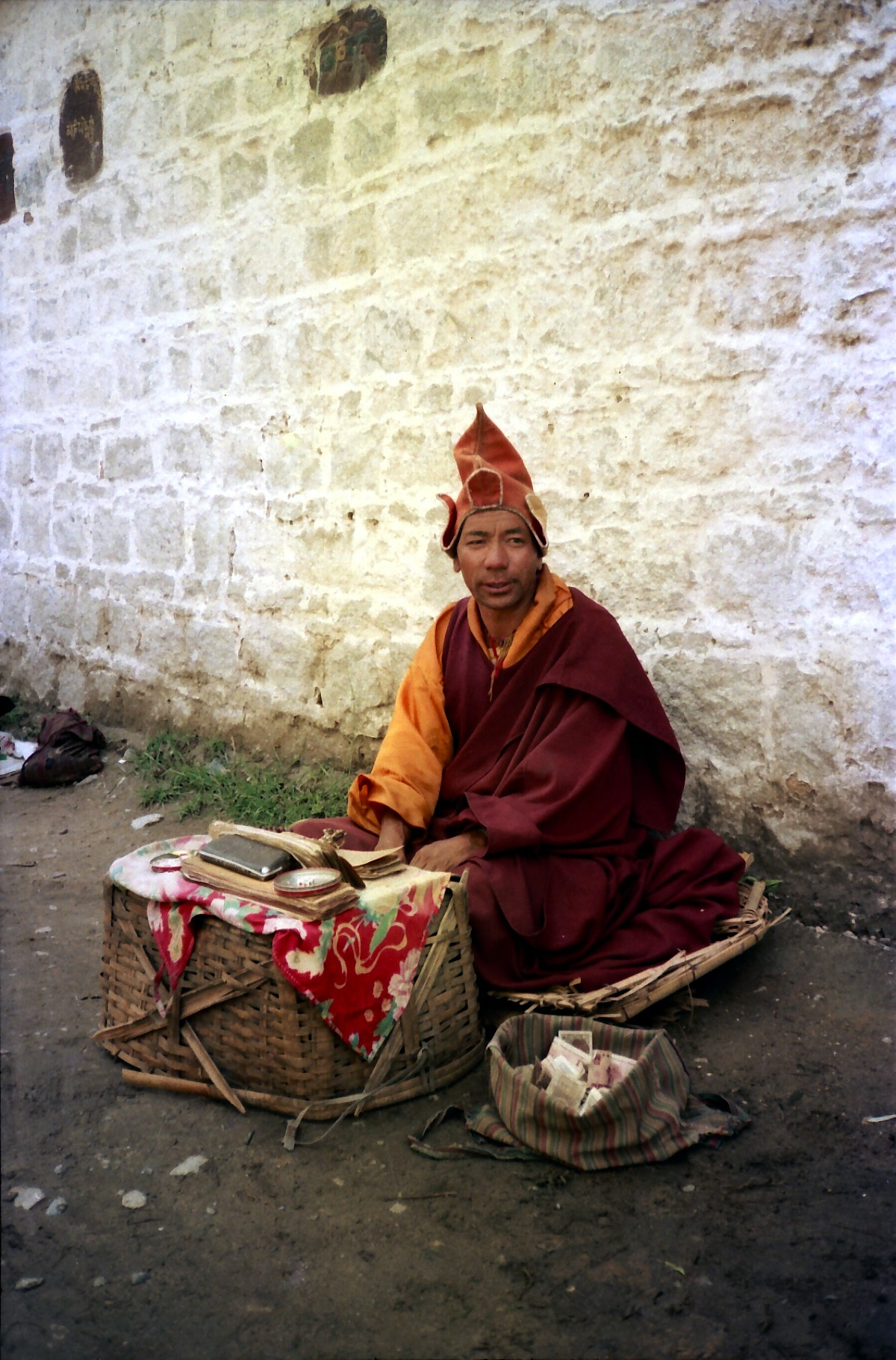
Szerzetes a Potala falánál, 1993

„A Potala palota a világ legmagasabban épült, legnagyobb és legjobb állapotban lévő kastély stílusú komplexuma. Alapját a Vörös-domb déli lejtője tartja, de maga az épület beborítja az egész dombot, azzal egyetlen monumentális egységet alkot.” A Potala épületegyüttese 41 hektáron terül el, két fő szektorra oszlik, amelyek több mint 1000 helyisége, ezer szentélye, imaterme és folyosói valóságos útvesztőt alkotnak. A nyers téglából épült 350 méter hosszú (észak-déli fal), 400 méter széles (kelet-nyugat) és 117 méter magas (13 emeletes) komplexumot nagy, befelé dőlő fal védi. A fal fölött emelkedő homlokzaton ablakok hosszú, párhuzamos sorai húzódnak. Az aranyozott tetőket kis tornyocskák díszítik, amelyeknek az a feladata, hogy távol tartsák a rossz szellemeket. A palota kapui több ösvényen és lépcsősoron is megközelíthetőek, ám a legismertebb feljárat az a cikkcakkos rámpa, amelyen az időről időre megrendezett vallási menetek is haladnak. A Potala palota magán hordozza mind a tibeti buddhista, mind az ősi kínai kultúra stílusjegyeit. A Potala két fő része a központi elhelyezkedésű Vörös palota, és az azt körülölelő Fehér palota. Mindkét épületet freskók ezrei díszítik, amelyek felidézik Tibet történetét, vallását, mindennapi életét. A palotát összesen 200 000 szobor ékesíti; és rengeteg további műalkotást, az első tibeti királyok idejéből származó tárgyakat őriz a mesés kincstár.

## Fehér palota
Az egykori királyság kormányzatának székhelye a meszelt falai miatt Fehér palotának nevezett külső épület, 1645-1648 között épült. Itt  található dalai láma egykori szentszéke: a keleti csarnoknak nevezett fényűző trónterem, amely vallási ceremóniák és politikai események helyszíne; lakosztálya - a „napfény csarnoka” - közvetlenül a keleti csarnok fölött a Potala legfelső emeletén helyezkedik el. A dalai láma itt élt, tanult, itt van a házi kápolnája és kihallgatási termei is. Itt kaptak helyet a szerzetesi lakószobák, egy szerzetesi (bhikkhu) intézet és a régi nyomda. A Fehér palota részét képző Alsó palotában a közhivatalok, raktárak, börtönök és az istállók találhatók.

## Vörös palota
Az 1690-1694 között épült Vörös palota, amelynek neve szintén a falak színére utal, a Potala spirituális központja. Hétezer tibeti, nepáli, kínai, és mandzsu mesterember dolgozott rajta.
A vörös palota rengeteg kincset őriz. Itt helyezkednek el szerzetesek gyűléstermei, szentélyei, a mauzóleum, nyolc dalai láma csörten (tibeti sztúpa) alakú síremlékével, buddhista szertartási eszközök, ereklyék, nemesfémekből és drágakövekből készült Buddha-ábrázolások, régi pergameneket, ritka iratokat őrző könyvtárak. „Néhány, a pattrapálma levelére írt indiai szent irat több ezer éves. A világ minden tájáról, de főleg Nepálból és Indiából ajándékként érkezett szobrok némelyike felbecsülhetetlen értékű. Meglepő módon nem az aranyszobrok, de nem is a gyémánttal, igazgyönggyel gazdagon berakott dísztárgyak a legértékesebbek. Van köztük néhány szerény külsejű Buddha-szobor, amelyek vas és más fémek ötvözetéből készültek. Az eljárás mára a feledés homályába veszett, s eddig egyetlen kutatónak sem sikerült rekonstruálnia, így ezek az ötvözetek drágábbak minden ma ismert fémnél.”

### A nagy nyugati csarnok
A Vörös palota és a Potala legnagyobb terme a nyugati csarnok, amely a palotát építő 5. dalai láma, Loszang Gyaco dicsőségét és hatalmát hirdeti. Négy nagy kápolna található itt. A több ezer ember befogadására alkalmas 725 m²-es terem falait hatalmas, a perzsa miniatúrák stílusát idéző freskók borítják; díszítéséhez arany-, ezüst-, drágakő- és igazgyöngyport is használtak. Loszang Gyaco a kínai Sun Ce császárnál tett emlékezetes pekingi látogatását, a csarnok keleti bejáratánál látható falfestmény örökíti meg. Gyönyörű, Bhutánból érkezett kelme borítja a csarnok számos pillérét és oszlopát, továbbá itt áll a dalai láma „félelem nélküli oroszlán trónusá”nak nevezett széke.

### A Szentek kápolnája
A nyugati csarnok északi oldalán áll a Potala legrégebbi szentélye a Szentek kápolnája; amely az első 7. századi palota maradványa. Ajtaja fölött nagy kék és arany felirat, a kínai Ton Ce császár adománya, úgy nevezi a Buddhizmust mint „Csodálatos Gyümölcs Áldott Mezeje”.  Itt áll Avalókitésvara a végtelen kegyelem buddhájának szobra melyet a Szongcen Gampo kínai feleségétől kapott ajándékba. Egy emelettel alatta sötét folyosó vezet a dharma hercegének barlangjához, ahol a hagyomány szerint Szongcen Gampo király meditált. A sziklafülkében a király és feleségei, a kínai Gyasza Mung-csang és a nepáli Bal-mo-bza' Khri-bcun, valamint az első miniszter, Ludongzan és a tibeti írást megalkotó tudós, Thonmi Szambhota szobrai állnak, számos istenszobor társaságában. A szobrok a 7. századból, az ún. Tubó-korszakból származnak.

### Északi kápolna
Az északi kápolna közepén a vallásalapító Sákjamuni Buddha koronás szobra áll, balján az 5. dalai láma gyönyörű trónuson ülő szobra látható. Azonos magasságuk egyenrangúságukat fejezi ki. Távolabb, a kápolna bal oldalán, a gyermekként elhunyt 11. dalai láma síremléke a mennyei jótevők, a gyógyító buddhák ábrázolásaival. Jobb oldalon Avalókitésvara és történelmi reinkarnációi, Szongcen Gampo és az első négy dalai láma képei.

### Déli kápolna
A déli kápolnát a 8. századi indiai varázsló és szent Padmaszambhava tiszteletére emelték. A buddhista tanok tibeti elterjesztését Padmaszambhavának, vagy más nevein a Szvat-völgyi varázslónak, Guru Rinpocsénak, a lótuszban születettnek tulajdonítják. A kápolnában látható szobra bal oldalán nyolc szent meditációba süllyedt megnyilvánulása látható, befelé tekintő szemekkel; jobbján nyolc haragos manifesztációja varázserejű eszközökkel, amint megfékezi a bön hit démonait.

### Keleti kápolna
A keleti kápolna a „sárgasapkás”, vagy más néven gelug rend hagyományainak, valamint a Tibetben és Mongóliában ma is uralkodó tibeti buddhista irányzat alapítója, Congkapa szerzetesi életének állít emléket. Congkapa tanító, egyházi író, a nagy tudású buddhista reformátora volt, aki élete során a buddhista tanok minden irányzatát tanulmányozta. A „tökéletes bölcsesség” keresésével eltöltött vándorévei alatt új  tanítványokat is szerzett; ezek között  volt Gjalva Rinpocse, azaz Gjalva Gedun Trupa az első dalai láma. A kápolnában látható szobrát a Szakja kolostorból – ahol tanulmányainak jelentős részét folytatta, majd 24 éves korában szerzetessé szentelték –  hozták ide.

### A nyugati  kápolna
A nyugati kápolna a dalai lámák végső nyughelye, ahol a dalai lámák bebalzsamozott, mumifikált földi maradványait díszes aranyozott sztúpákban helyezték el. A síremlékek közül kiemelkedik az 5. dalai láma 14,85 méter magas sztúpája, amelyet szantálfából faragtak, 3727 kilogramm arannyal vontak be és 18 680 drágakővel - gyémánttal, jádéval és igazgyöngyökkel díszítettek. Heinrich Harrer, a Hét év Tibetben című valós benyomásait összefoglaló regényében így ír: „Az 5. Dalai Láma maradványai egy csörtenben nyugszanak a többi istenkirály mellett. Hét ilyen síremlék áll ott, mindegyik előtt imádkozó szerzetesek ülnek, és tompa hangokat csalnak ki egy dobból. Ha az egyes sztúpákhoz akar az ember eljutni, akkor meredek létrákon kell fölmásznia, ami a félhomály miatt nyaktörő vállalkozás. A legnagyobb sztúpa a 13. dalai lámáé, több emeletnyi mélyen nyúlik be a Potalába. Úgy mondják, hogy több mint ezer kilogramm aranyat használtak fel arra, hogy ezt a tornyot aranylemezekkel borítsák. Drágakövek és gyöngyök vannak a vert arany díszítményeken, a hívők felbecsülhetetlen értékű ajándékai. Az egész pompa kissé túlzottnak hat, de jól tükrözi az ázsiaiak mentalitását.”
A dalai lámák síremlékei között az 5. és a 13. dalai láma sírja a legnagyobb és legdíszesebb, mert őket övezi a legnagyobb tisztelet.[forrás?]

### A 13. dalai láma sírja
A 13. dalai láma sírja a nagy csarnoktól nyugatra található, de csak vezető kíséretében egy felsőbb emeletről közelíthető meg. A 14 méteres óriási arany csörtent 1933-ban építették. A sztúpát áldozati ajándékok veszik körül: elefánt-agyarak Indiából, porcelán oroszlánok, vázák, és a több mint 200 000 gyöngyből készített pagoda. A falak gondosan kidolgozott, hagyományos tibeti stílusban készült freskói, a 13. dalai láma életének eseményeit ábrázolják.
Az épületek mögött a Sárkány-király-tónak nevezett park terül el.

## Felújítás
A kínai kormány két fázisban 1989-1994 és 2002-2007 között összesen 22 millió dollárt költött a megnyitása óta zarándokok és turisták szűnni nem akaró áradatának kitett Potala felújítására. A rekonstrukciós és műemlékvédelmi munkák során a modern konzerválási eljárásokat a hagyományos tibeti építészeti technikákkal ötvözik: alkalmazták például az ezeréves hagyományokkal bíró padlózat, a „tibeti beton” készítésének technológiáját; a dalai lámák síremlékei köré pedig "üvegfalat helyeztek, így próbálják megóvni őket az egerektől, hogy azok ne tudják megrágni az aranylemezeket, amelyeket évszázadok alatt megízesített a zarándokok jakvajlámpásainak füstje.”